# Phymata americana
Phymata americana är en insektsart som beskrevs av Douglas Melin 1930. Phymata americana ingår i släktet Phymata och familjen rovskinnbaggar.

## Underarter
Arten delas in i följande underarter:
- P. a. americana
- P. a. coloradensis
- P. a. metcalfi
- P. a. obscura